# László-ház (Miskolc)
A László-ház Miskolcon, a Széchenyi utca 25. szám alatt áll. 1878–79-ben épült fel Soltész Nagy Albert ügyvéd megbízásából.

## Története
A telken álló földszintes épületet 1853-ban Soltész Nagy Albert miskolci ügyvéd vásárolta meg. A házat az 1878-as árvíz erősen megrongálta, ezért a tulajdonos új ház építése mellett döntött. A tanács az építési engedélyt azzal a feltétellel adta meg, hogy a homlokzatnak illeszkednie kell a mellette álló Dálnoky-házhoz úgy, hogy koronázópárkányaik egy magasságban legyenek. Az épület 1878 szeptembere és 1879 júniusa között épült fel, és a mérnöki hivatal előírásai maradéktalanul érvényesültek. A földszint főutcai részén üzlethelyiséget alakítottak ki, az emeleten volt a lakó terület. 1893-ban az udvari részen Soltész Nagy Albert új, mintegy 70 négyzetméteres épületszárnyat építtetett két helyiséggel, ahol nyomdát nyitott. 1912-ben újabb épülettel bővült a telek, Dunky Kálmán (1858–1935) építtetett egy emeletes házrészt és ahhoz csatlakozó fényképész műtermet.
A főépületet 1924-ben László Ervin nyomdatulajdonos és könyvkiadó vásárolta meg. Alapítását tekintve ez volt a legelső miskolci könyvkereskedés (1833-ban Lőwy József alapította, 1885-ben fia, László Adolf, majd 1913-tól az ő fia, László Ervin vette át). Emeletráépítést is tervezett, de ezt a hatóság nem engedélyezte. Az üzletben könyv- és zenemű-kereskedést hozott létre, majd 1927 elején nyitotta meg híres gramofontermét. A helyi Reggeli Hírlap is beszámolt az eseményről: „A Széchenyi utcában a régi László Ervin könyvkereskedő cég rövid idő alatt hatalmas és művészien szépen megkonstruált zenetermet építtetett … Kívülről semmi nem mutatja, hogy benn az üzletben huszonkét méter hosszúságú dekoratív szépségű, artisztikusan kedves terem szolgál a gramofon- és zeneterem céljára”, amelyben „elsőnek vezette be az eufont, a parlefont és a legtökéletesebbet, a hangosan beszélőt”. László Ervin 1943 júliusában meghalt. A század második felében az üzlethelyiségben foto-optikai bolt működött, majd a 2006-os felújítás után egy látszerész üzlet használja.

## Leírása
Az épület egyemeletes, homlokzata 2+3+2 tengelyes kialakítású. Az ablakok egyenes záródásúak, kettős szemöldökpárkánnyal. A középső ablak fölött timpanondísz helyezkedik el. A keleti, azaz jobb oldali tengelyben van a kapubejáró, félköríves lezárással. Díszrácsa egyszerű, a kapuszárnyak fából készültek. A ház homlokzata egykor díszesebb volt, a középső három ablak előtt erkély húzódott. Az épületdíszeket, az erkélyt valamikor a 20. század második felében eltávolították, a homlokzat és a portál teljesen sima, jellegtelen lett. A 2006-os felújítás során némiképp sikerült érzékeltetni a korabeli állapotot, az üzletportált is barátságosabbá alakították. Az erkélyt nem állították helyre, de a ház megjelenése így jobban is illeszkedik a főutca képébe.

## Képek

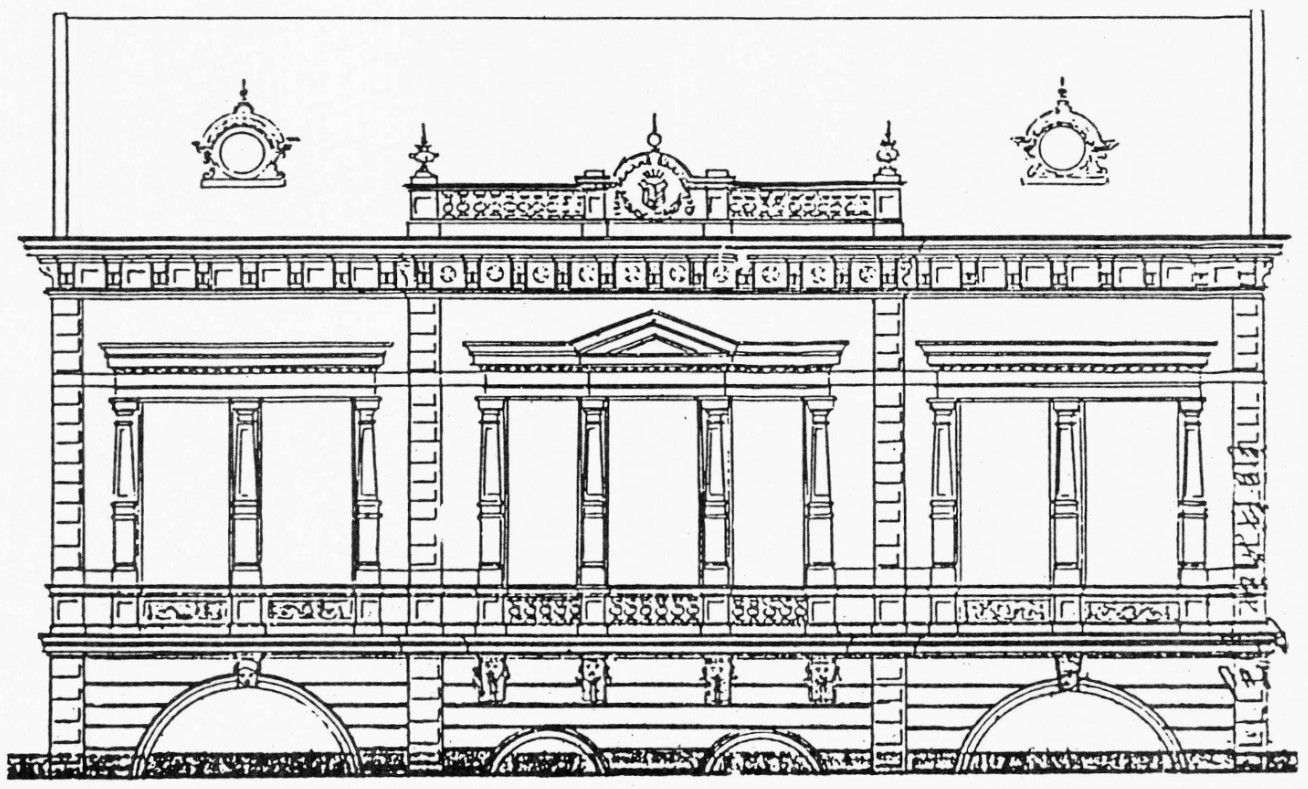
A ház emeleti homlokzati terve, 1878
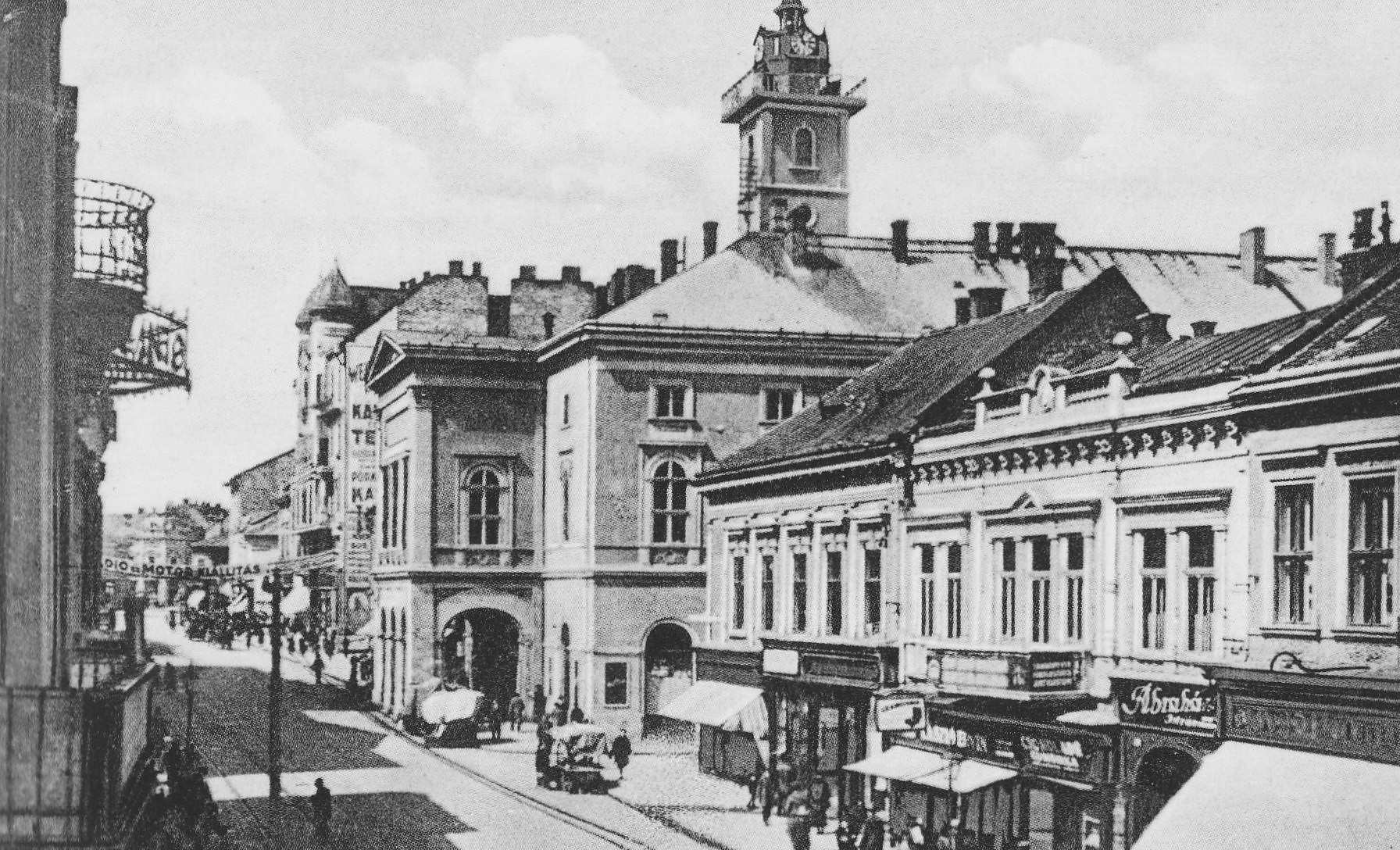
A László-ház a környezetében, 1910 körül
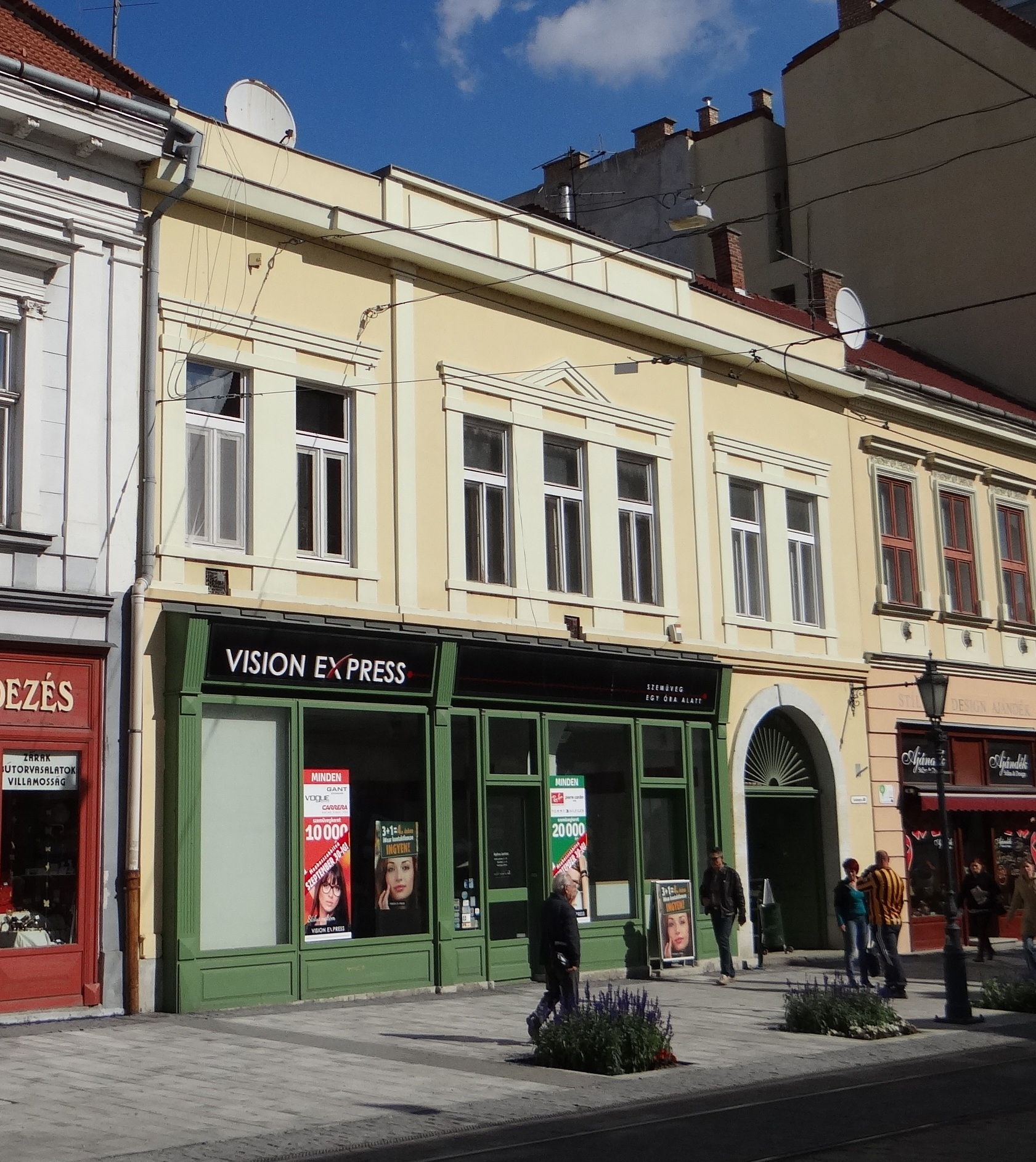
Az épület délnyugatról
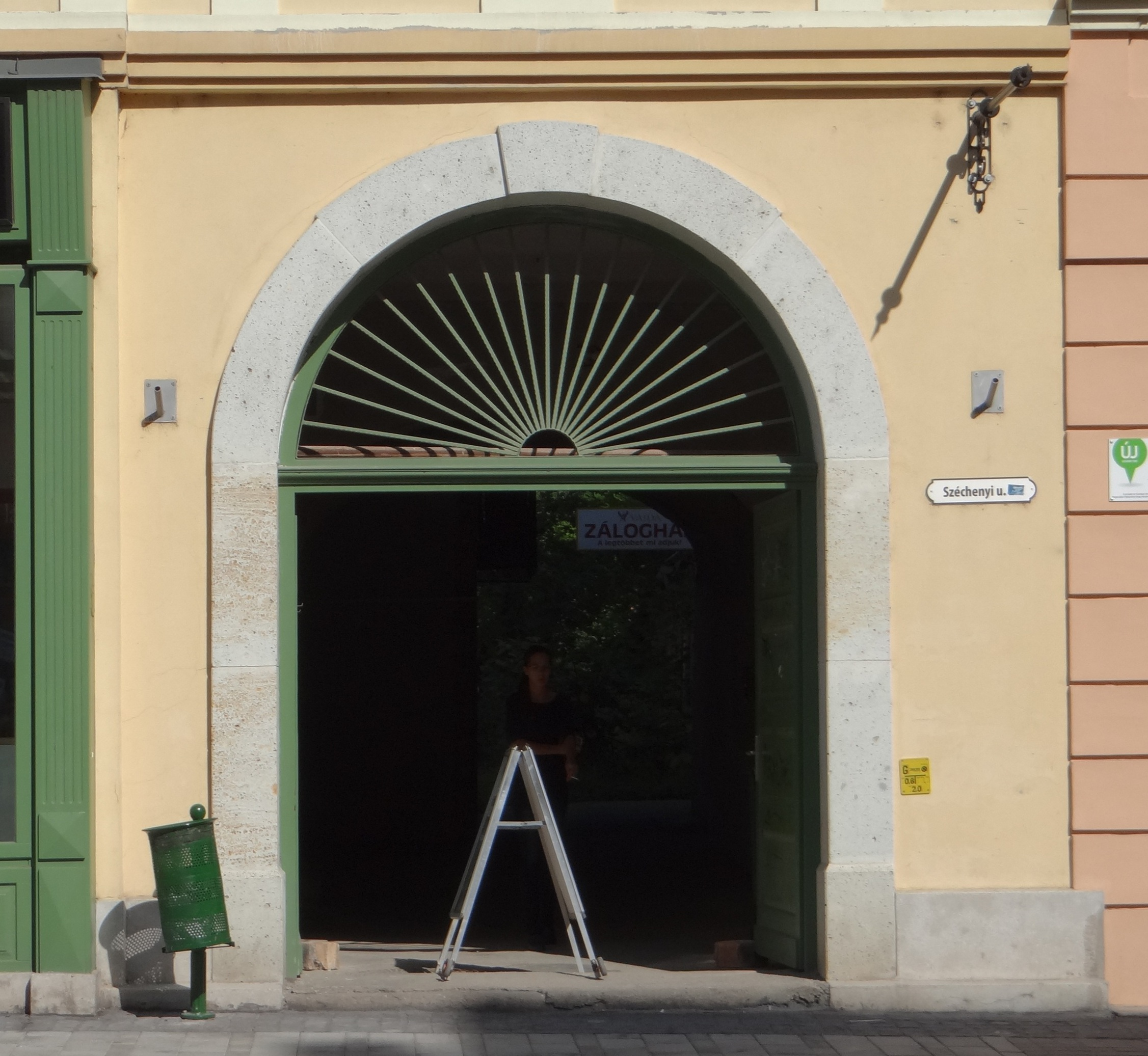
A kapubejáró